# Viktor Brack
Viktor Hermann Brack (9. listopadu 1904 Haaren – 2. června 1948 Landsberg am Lech) byl německý politický funkcionář a člen Schutzstaffel (SS). Jako jeden z hlavních organizátorů masového vyvražďování postižených lidí (akce T4) a lékařských pokusů v koncentračních táborech byl v Lékařském procesu v roce 1947 odsouzen k trestu smrti a v roce 1948 popraven.

## Mládí a členství v NSDAP
Narodil se 9. listopadu 1904 v Haarenu (dnes součást Cách). Jeho otec byl lékař z Göttingenu, matka byla povolžská Němka ze Saratova. Po absolvování reálky v Bad Dürkheimu a vyšší reálky v Ludwigshafenu se v roce 1921 přestěhoval do Mnichova, kde v roce 1923 složil maturitu na gymnáziu. Již v roce 1922 vstoupil jako dobrovolník do Reichswehru a byl součástí výcvikové jednotky pod vedením Eduarda Dietla. Podle vlastních slov se zúčastnil pivního puče.
V roce 1928 ukončil studium na Technické univerzitě Mnichov a krátce poté začal spravovat statek patřící k sanatoriu svého otce. Mimo jiné působil jako zkušební řidič BMW.
V roce 1929, ve svých 25 letech, se stal členem Národně socialistické německé dělnické strany a Schutzstaffel. V letech 1930–1931 byl jedním z osobních řidičů Heinricha Himmlera. Okolo roku 1932 se stal adjutantem Philippa Bouhlera a v roce 1934 byl jmenován náčelníkem jeho štábu. O dva roky později byl jmenován náčelníkem Hauptamt II (hlavní úřad v rámci Hitlerova kancléřství).

## Akce T4
Úředníci Hauptamtu II pod vedením Bracka sehráli významnou roli při organizaci masového vyvražďování duševně nemocných a tělesně postižených lidí, tzv. akce T4. V Hitlerově nařízení z 1. září stálo, že organizováním této akce byl pověřen Philipp Bouhler a Karl Brandt. Ve skutečnosti však akci organizovali jejich podřízení, jako byli Brack (v rámci akce používal krycí jméno Jennerwein) či Werner Blankenburg. Z důvodu efektivity vyvražďování nechal Brack vytvořit čtyři úřady podřízené Hauptamtu II.
V lednu 1940 rozhodl, že vyvražďování bude probíhat v plynových komorách. Akce T4 vycházela z myšlenek eugeniky a zdokonalování rasy, které nedovolovaly postiženým nebo duševně nemocným lidem se rozmnožovat. Zpočátku byli nemocní lidé sterilizováni, avšak později nacisté přistoupili k vraždění.
Dne 3. dubna 1940 předložil předním členům německé Rady obcí své důvody k vraždění těchto osob. Jako důvody uvedl, že „připravují ostatní o jídlo a zbytečně zabírají místo v nemocnicích pro jinak vyléčitelné osoby“.
Vyvražďování duševně nemocných a tělesně postižených lidí probíhalo v centrech Hartheim, Sonnenstein, Grafeneck, Bernburg, Brandenburg a Hadamar. Většina těchto center se nacházela na odlehlých místech (hrady a zámky) a byla obehnána zdmi. Účast na akci nebyla povinná. Během akce, která probíhala od září 1939 do konce druhé světové války v roce 1945, bylo v Německu, Rakousku, okupovaném Polsku a Protektorátu Čechy a Morava zabito 275 000 až 300 000 lidí.

## Podíl na holokaustu
V říjnu 1941 začali Adolf Eichmann a Brack používat k vraždění práce neschopných Židů plynové vozy, z nichž první tři byly zřízeny ve vyhlazovacím táboře Chełmno. V plynových vozech byli vražděni Židé, Romové, lidé trpící tyfem[nepřesný odkaz], sovětští váleční zajatci a duševně nemocní lidé, jejichž těla byla uložena do masových hrobů v nedalekém lese. Vraždění prováděly eskadry smrti Einsatzgruppen.

## Soudní proces a poprava
V dubnu 1945 byl Brack spolu se svým nadřízeným Philippem Bouhlerem zatčen. Během jednoho ze soudních procesů v roce 1946 byl obviněn z účasti na náboru lékařů, k provádění eutanázie. O rok později byl spolu s Karlem Brandtem opět obviněn z účasti na akci T4. Radikálně prosazoval eutanazii a terorizoval lékaře a zdravotní sestry, aby zajistil dodržování postupů při vraždění. Často také tvrdil, že o akci T4 nikdy neslyšel.
Během soudních procesů trval na tom, že eutanazie byla „humánním opatřením“ pro nevyléčitelně nemocné a popíral holokaust. Svou spoluúčast na masových rentgenových sterilizacích popíral, dokud nebyl konfrontován se svým podpisem na příslušných dokumentech a svými vazbami na Hitlera. Popřel také, že by byl antisemita nebo že by se podílel na vyvražďování Židů. Mimo jiné také dodal, že v roce 1942 vstoupil do Waffen-SS, aby se distancoval od režimu.
Dne 20. srpna 1947 byl odsouzen k trestu smrti. Byl popraven oběšením ve věznici Landsberg 2. června 1948 a na šibenici prohlásil, že si „přeje, aby Bůh dal světu mír“.